# Toudja
Toudja (em árabe: توجة) é uma comuna localizada na província de Bugia, Argélia. Segundo o censo de 2008, a população total da cidade era de 9 827 habitantes.